# Пены (Курская область)
Пены — село в Беловском районе Курской области. Административный центр Пенского сельсовета.

## География
Село находится на берегу реки Пена, на расстоянии 14 км к северо-востоку от слободы Белая, административного центра района, и 76 км к юго-западу от города Курск, административного центра области.

### Климат
Климат умеренный (влажный) континентальный климат без сухого сезона с тёплым  летом (Dfb в классификации Кёппена).
| Показатель                                                                   | Янв. | Фев. | Март | Апр. | Май  | Июнь | Июль | Авг. | Сен. | Окт. | Нояб. | Дек. | Год  |
| ---------------------------------------------------------------------------- | ---- | ---- | ---- | ---- | ---- | ---- | ---- | ---- | ---- | ---- | ----- | ---- | ---- |
| Средний суточный максимум, °C                                                | −3,7 | −2,5 | 3,6  | 13,5 | 19,9 | 23,2 | 25,8 | 25,2 | 18,7 | 11   | 3,7   | −0,9 | 11,5 |
| Средняя температура, °C                                                      | −5,8 | −5,1 | −0,1 | 8,7  | 15,2 | 18,9 | 21,3 | 20,5 | 14,5 | 7,6  | 1,5   | −2,8 | 7,9  |
| Средний суточный минимум, °C                                                 | −8,3 | −8,3 | −4,2 | 3,2  | 9,5  | 13,5 | 16,2 | 15,3 | 10,1 | 4,2  | −0,8  | −5   | 3,8  |
| Норма осадков, мм                                                            | 50   | 43   | 49   | 49   | 62   | 69   | 70   | 52   | 54   | 55   | 46    | 50   | 649  |
| Источник: Погода по месяцам c ru.climate-data.org(дата обращения: Июнь 2021) |      |      |      |      |      |      |      |      |      |      |       |      |      |

### Часовой пояс
Село Пены, как и вся Курская область, находится в часовой зоне МСК (московское время). Смещение применяемого времени относительно UTC составляет +3:00.

## Население
| 2002 | 2010 |
| ---- | ---- |
| 1047 | ↘895 |

## Улицы
| - ул. Базарная, - ул. Гора, - ул. Городок, - ул. Гриньковка, - ул. Диброва, | - ул. Донец, - ул. Дроздовка, - ул. Журавлёвка, - ул. Загородневка, - ул. Загребля, | - ул. Зайцы, - ул. Зарудка, - ул. Зуевка, - ул. Кирова, - ул. Осняги, | - ул. Понизовка, - ул. Поповка, - ул. Сипиевка, - ул. Соколова, - ул. Тумановка. |

## Инфраструктура
Личное подсобное хозяйство. Функционируют общеобразовательная школа, почтовое отделение, дом культуры.

## Транспорт
Село находится в 9 км от автодороги регионального значения 38К-028 (Обоянь — Суджа), в 6 км от автодороги межмуниципального значения 38Н-019 (Бобрава — Гочево — 38К-028), на автодороге 38Н-009 (Белая – граница с Белгородской областью), в 18 км от ближайшего ж/д остановочного пункта 94 км (линия Льгов I — Подкосылев). Остановка общественного транспорта.
В 66 км от аэропорта имени В. Г. Шухова (недалеко от Белгорода).

## Достопримечательности
- Церковь Вознесения Господня (1917 года)
- Церковь Крещения Господня (Богоявленская) (1878 года)[8]

## Известные уроженцы
- Германова, Ольга Михайловна (род. 1961) — российский политический деятель.